# The Duchess
The Duchess är en brittisk kostymfilm från 2008. Huvudrollen spelas av Keira Knightley, som i filmen spelar Georgiana, även kallad G.

## Handling
Hertigen av Devonshire (Ralph Fiennes) kommer på besök till Lady Spencer (Charlotte Rampling) och hennes dotter Georgiana (Keira Knightley) med en uppgift: att avla en arvinge. Lady Spencer hävdar att damerna i deras släkt alltid föder pojkar och föreslår hertigen att gifta sig med Georgiana. Upplysningen blir det avgörande för hertigen, som gör Georgiana till hertiginna.
Efter nästan ett år föds deras första barn, en flicka. Ungefär samtidigt träffar Georgiana Bess Foster, som får bo hos henne och hertigen. Efter en tid, då ännu ett friskt flickebarn har fötts och dessutom två döda pojkar, tar hertigen Bess till sin älskarinna. När Georgina får reda på detta blir hon mycket upprörd och vill att Bess ska flytta ut från slottet, vilket hertigen vägrar gå med på. Då ger sig Georgiana ensam ut på en semester till Bath där hon träffar Charles Grey, och de två fattar tycke för varandra. Efter en tid märker hon att hon är gravid igen, men denna gång är Charles far till barnet. Hon berättar detta för hertigen, som säger åt henne att åka ut på landet och föda barnet. När Georgiana till slut skänkt hertigen en arvinge blir han lite nöjdare. När Georgiana sedan dör, gifter sig Bess Foster och hertigen med Georgianas välsignelse.

## Rollista
- Keira Knightley - Georgiana Cavendish
- Hayley Atwell - Bess Foster
- Ralph Fiennes -  Hertigen av Devonshire
- Dominic Cooper - Charles Grey, 2:e earl Grey
- Charlotte Rampling - Lady Spencer
- Simon McBurney - Charles Fox